# Vnější temnota
Vnější temnota, známo i pod názvem Vnější tma (anglicky Outer dark) je román Cormacka McCarthyo. Román vyšel v roce 1968 (v USA) v Česku v roce 2011 v překladu Michala Svěráka.
Román je psán minimalisticky s odosobněným vypravěčem (v er-formě), román vykazuje znaky naturalismu a darwinismu.
Příběh se odehrává na jihu USA (ve státě Tennessee) na přelomu 19. a 20. století. Hlavní postavy jsou sourozenci Culla a Rinthy Holmovy.

## Příběh
Devatenáctiletá dívka Rinthy porodí dítě, chlapce, jehož otcem je s největší pravděpodobností její bratr Culla. Negramotný Culla se obává reakce místních obyvatel, se kterými se ale nestýká (možná se ale bojí, že dítě nakazil syfilidou, kterou je pravděpodobně postižen), proto dítě odloží u řeky a Rinthy zalže, že dítě zemřelo. Dítě u řeky nalezne kočovný dráteník a odnese ho, postará se o něj. Rinthy tuší, že ji bratr lhal a vydá se dítě hledat. Culla vyrazí do světa krátce po Rinthy, většinou tvrdí, že hledá sestru, ale ve skutečnosti putuje krajem spíše bezcílně.
Culla na své cestě potkává nějaké lidi, příležitostně námezdně pracuje, pracuje rád, pracuje jako dřevorubec, nebo jako převozník. Krajem se také pohybují vrazi (známí jako „Nesvatá trojice“, „Šílení tři králové“ či „Tři jezdci apokalypsy“), kteří jsou zároveň samozvanými soudci a vykonavateli „spravedlnosti“.
Rinthy na své cestě taktéž naráží na různé osoby, mj. i na lékaře, od kterého žádá pomoc. Rinthy má totiž i téměř půl roku po porodu problémy s mateřským mlékem, doktor jí příliš nevěří.
Culla je stále někým souzen a lidé ho chtějí trestat, většinou za činy, které nespáchal. Je obviňován za vykrádání hrobů nebo za oběšení dvou mlynářů.
Rinthy se později setkává i s dráteníkem. Ten již dítě nemá, nevěřil Rinthy, podezíral ji, že dítě sama odložila.
V závěru dochází k improvizovanému „lesnímu soudu“. Culla je zajat „Nesvatou trojicí“. Dráteník je oběšen a jeho majetek spálen. Znetvořené dítě (má od narození znetvořenou polovinu těla, možná kvůli chorobě – syfilis) by mohl Culla pojmenovat a ujmout se ho, což ale neučiní, a tak je dítě zabito Harmonem, jedním z trojice. Rinthy se soudu neúčastní.
Rinthy nakonec prochází dráteníkovo spáleniště, kde usíná. Culla putuje dál bezcílně krajem a potkává na cestě slepce.

## Zajímavosti
- Název románu vychází z Nového zákona, konkrétně z Matoušova evangelia (odkazuje nejspíše na tento citát. Ježíš ke svým stoupencům: „Pravím vám, že mnozí od východu k západu přijdou a budou stolovat s Abrahamem, Izákem a Jákobem v království budou vyvrženi ven do tmy; tam bude pláč a skřípění zubů.“)
- Román vznikal na ostrově Ibiza, kde se Cormac McCarthy usadil se svou druhou manželkou, anglickou popovou zpěvačkou, Anne DeLiseovou.

## Recenze v českých médiích
- Mandys, Pavel: Balada o z(a)traceném kojenci, iLiteratura.cz, 20.12.2011.
- Ehrenberger, Jakub: Cormac McCarthy: Vnější tma, Literární.cz, 2.2.2012.